# 1327
- Wikisource

| Calendário gregoriano                                                        | 1327 MCCCXXVII                                       |
| Ab urbe condita                                                              | 2080                                                 |
| Calendário arménio                                                           | 776 – 777                                            |
| Calendário bahá'í                                                            | -517 – -516                                          |
| Calendário budista                                                           | 1871                                                 |
| Calendário chinês                                                            | 4023 – 4024 Início a 23 de janeiro (aproximadamente) |
| Calendário copta                                                             | 1043 – 1044                                          |
| Calendário etíope                                                            | 1319 – 1320                                          |
| Calendários hindus - Vikram Samvat - Calendário nacional indiano - Cáli Iuga | 1382 – 1383 1248 – 1249 4427 – 4428                  |
| Calendário Holoceno                                                          | 11327                                                |
| Calendário islâmico                                                          | 727 – 728                                            |
| Calendário judaico                                                           | 5087 – 5088                                          |
| Calendário persa                                                             | 705 – 706                                            |
| Calendário rúnico                                                            | 1577                                                 |
| Calendário solar tailandês                                                   | 1870                                                 |

1327 (MCCCXXVII, na numeração romana) foi um ano comum do século XIV do Calendário Juliano, da Era de Cristo, e a sua letra dominical foi D (53 semanas), teve início a uma quinta-feira e terminou também a uma quinta-feira.
| Ano completo                        |
| ----------------------------------- |
| Ano comum com início à quinta-feira |

## Eventos
- 25 de Janeiro - Eduardo II de Inglaterra é obrigado pela mulher, Isabel de França, e os seus nobres a abdicar para o filho Eduardo III.
- 1 de fevereiro — O adolescente Eduardo III é coroado Rei da Inglaterra, mas o país é governado por sua mãe, a rainha Isabel e seu amante, Rogério Mortimer.
- Afonso IV torna-se Rei de Aragão.

## Mortes
- 21 de Setembro – Eduardo II de Inglaterra (assassinado na prisão) (n. 1282).
- 2 de Novembro - Rei Jaime II de Aragão (n. 1267).
- Cecco d'Ascoli, professor de astrologia em Bolonha (queimado na fogueira).
- Fernando Blázquez de Ávila, foi o 4.º senhor de Cardiel de los Montes e o 2.º senhor de Navamorcuende, n. 1290.